# 切里亚纳
切里亚纳（義大利語：Ceriana），是意大利因佩里亚省的一个市镇。总面积32.12平方公里，人口1323人，人口密度41.2人/平方公里（2009年）。ISTAT代码为008016。

## 友好城市
- 古巴吉薩